# 道木达站
道木达站是位于内蒙古自治区牙克石市道木达村的一个铁路车站，邮政编码022169。车站建于1952年，有牙林铁路经过该站，现不办理客货运业务。车站距离牙克石225公里，隶属哈尔滨铁路局，是五等站。